# Astictopterus
Astictopterus là một chi bướm ngày thuộc họ Bướm nâu.

## Các loài
- Astictopterus abjecta (Snellen, 1872) – Abject Hopper
- Astictopterus anomoeus (Plötz, 1879) – Yellow Hopper
- Astictopterus bruno (Evans, 1937)
- Astictopterus fujiananus Chou & Huang, 1994
- Astictopterus inornatus (Trimen, 1864) – Modest Slyph
- Astictopterus jama C. & R. Felder, 1860 – Forest Hopper
- Astictopterus punctulata (Butler, 1895)
- Astictopterus stellata (Mabille, 1891) – Spotted Sylph or Fairy
- Astictopterus tura Evans, 1951